# سيجي ياماموتو
سيجي ياماموتو (باليابانية: 山本征治) هو طاهي ياباني، ولد في 1970.